# Alain Signor
 (septembre 2014).
Alain Signor, né le 28 septembre 1905 à Pont-l'Abbé (Finistère) où il est mort le 6 février 1970, est un homme politique français. Membre du Parti communiste français, il est député du Finistère de 1946 à 1956.

## Biographie
Enseignant de profession, il s'engage très tôt dans le militantisme syndical à la CGTU de l’enseignement. Il adhère au Parti communiste français (PCF) en 1927 et en devient secrétaire départemental en 1930.
Il se présente pour la première fois à la députation lors des élections législatives de 1936 et obtient 15,5 % des voix au premier tour. Il se désiste alors en faveur d'Albert Le Bail, député radical-socialiste sortant favorable au Front populaire.
Révoqué de son poste d'instituteur par le régime de Vichy le 28 octobre 1940, il rejoint les rangs de la Résistance après s'être évadé du camp de Saint-Augeau, dans le Cantal.
Revenu à Pont-l'Abbé à la Libération, il est élu député du Finistère lors des élections législatives de novembre 1946 qui marquent l'apogée du PCF : la liste communiste obtient en effet 27,8 % des voix dans le département et trois députés sont élus. Alain Signor est réélu lors des élections législatives de 1951 mais ne se représente pas en 1956.
Il redevient alors instituteur à Brest avant de passer sa retraite sur la Côte d'Azur.
Il meurt à Pont-l'Abbé le 6 février 1970.

## Œuvres
- La Révolution à Pont-l'Abbé, Livre club Diderot, 1969, 422 p.[3]